# Alessioporus
Alessioporus is een geslacht van schimmels behorend tot de familie Boletaceae. Het komt voor in Zuid-Europa. De typesoort is Alessioporus ichnusanus.

## Soorten
Volgens Index Fungorum telt het geslacht twee soorten (peildatum augustus 2023):
| Soortnaam                | Auteur(s)                                              | Publicatiejaar |
| ------------------------ | ------------------------------------------------------ | -------------- |
| Alessioporus ichnusanus  | (Alessio, Galli & Littini) Gelardi, Vizzini & Simonini | 2014           |
| Alessioporus rubriflavus | J.L. Frank, A.R. Bessette & Bessette                   | 2017           |